# Teologia eucaristica
La teologia eucaristica è un ramo della teologia cristiana che descrive le dottrine riguardanti la santa eucaristia, nota anche come cena e sacrificio del Signore.
Nel discorso sul pane di vita (Giovanni 6:22–59), Gesù si descrive come il vero pane disceso dal cielo e promette di dare la sua carne e il
suo sangue quale pegno di vita eterna per tutti coloro che li riceveranno.
1 Corinzi 11:23–26, così come i vangeli sinottici (Mt 26:26–28, Marco 14:22– 24 e Luca 22,19-20) affermano che Gesù istituì l'eucaristia la notte prima della morte di croce.
La mancata menzione del sacramento eucaristico nel Vangelo secondo Giovanni è stata giustificata con il fatto che l'autore lo avesse inteso come un'integrazione dei sinottici, che vi fanno invece riferimento.

## Introduzione
Nel corso dei secoli la riflessione teologica si è concentrata sulla presenza reale di Cristo nel sacramento eucaristico piuttosto che sul rapporto personale del comunicando con la seconda divina persona della Trinità.

### Transustanziazione
La dottrina cattolica della transustanziazione afferma che le sostanze
del pane e del vino sono trasformate nel corpo e nel sangue di Cristo il quale è realmente presente all'interno di ognuna delle due specie eucaristiche transustanziate. Le caratteristiche chimico-fisiche del pane e del vino rimangono immutate e pertanto sono dette accidenti del corpo e del sangue di Cristo. Tale dottrina è insegnata dalla Chiesa cattolica romana, incluse le Chiese di rito orientale.

### Cristiani ortodossi d'Oriente
I cristiani ortodossi d'Oriente adottano il termine "cambiamento" (μεταβολή) per descrivere il fatto che il pane e il vino divengono il corpo e il sangue di Cristo. Ciò si verifica durante la divina liturgia al momento dell'epiclesi. Pur non accettando le specificità della transustanziazione, essi condividono con la Chiesa cattolica la dottrina della reale presenza di Cristo in corpo, sangue, anima e divinità. Il termine "transustanziazione" fu introdotto nell'ortodossia orientale dal Sinodo di Gerusalemme del 1674, sinodo che non aveva l'autorità di un concilio ecumenico e che fu visto criticamente come un tentativo di latinizzazione della liturgia ortodossa.

### Consustanziazione
La consustanziazione è la dottrina secondo cui il pane conserva la propria sostanza e il corpo di Cristo discende su di esso mediante la consacrazione, trovandosi interamente in ogni parte del pane consacrato. I Lollardi e alcuni anglicani si identificano con questa posizione.

### Unione sacramentale
Secondo la tesi dell'unione sacramentale, il pane e il vino consacrati sono uniti al corpo e al sangue di Cristo per tutti i comunicandi, siano essi credenti o non credenti. Questa dottrina della Chiesa luterana risponde ad una visione fattuale della realtà, visione che conserva un pio silenzio sugli aspetti tecnici e si oppone a termini filosofici come quello di "consustanziazione". Questa tesi è propugnata dall'Anglo-cattolicesimo e dai Metodisti. Essi credono che il pane e il vino siano mutati nel corpo e nel sangue di Cristo, e talora ricorrono esplicitamente anche al termine "sostanza" per descrivere questo fenomeno. Sebbene il catechismo della Chiesa ortodossa impieghi la parola "transustanziazione", tuttavia, gli ortodossi evitano generalmente espressioni simili che ricordano la Scolastica e la metafisica speculativa, poiché essi rappresenterebbero un tentativo di descrivere con eccessiva profondità il modo in cui avviene la trasformazione del pane e del vino.

### Ricezionismo
L'espressione "presenza pneumatica" deriva dal nome dello Spirito Santo Dio in lingua greca. Questa dottrina afferma che il vero corpo e il vero sangue di Cristo sono realmente presenti solamente per coloro che credono, grazie all'intercessione dello Spirito Santo in loro favore. In altre parole, quando un credente si accosta al sacramento eucaristico, lo Spirito Santo rende Cristo presente nelle due specie eucaristiche. La tesi è detta "ricezionismo", perché sostiene che il corpo e il sangue di Cristo sono ricevuti in un modo tale che esso non dipende dal pane e dal vino impiegati, bensì dalla sola purezza di cuore del fedele. Quest'ultima è la posizione della Low Church e del Presbiterianesimo, rinvenibile anche nell'invocazione del Libro delle preghiere comuni del 1928 (e nelle edizioni precedenti), nonché nel Rito I del Libro delle Preghiere Comuni dell'edizione statunitense del 1979.

## Memorialismo
Il memorialismo è la dottrina che sostiene che il pane e il vino sono solo simboli del corpo e del sangue di Cristo, e che il rito eucaristico sia un semplice ricordo tale per cui Cristo non è reso realmente e attualmente presente nel sacramento dell'altare. Durante la divina liturgia il credente partecipa alla commemorazione del sacrificio espiatorio di Cristo a favore di tutti. Gesù è presente nelle menti e nei cuori dei comunicandi, mentre non lo è nel pane e nel vino consacrati. Questa tesi fu sostenuta da Zwingli e fatta propria dalla maggioranza degli Anabattisti e dei Testimoni di Geova.
Zwingli non crede nella presenza del signore nel pane e nel vino né nella conversione della loro sostanza; ritiene storicamente vero che il corpo del Signore sia stato spezzato e il suo sangue versato e ne conclude che mediante i segni sacramentali egli si renda presente ai suoi fedeli.

## Efficacia del rito
Le tradizioni eucaristiche orientali e occidentali generalmente concordano con sant'Agostino d'Ippona nell'insegnare che l'efficacia dei sacramenti come mezzo della grazia divina non dipende dalla dignità del sacerdote o del ministro di culto: l'infinita potenza di Dio opera in modo tale da rendere efficace anche il sacramento amministrato da un sacerdote peccatore, vale a dire privo del necessario stato di grazia. Agostino sviluppò questa dottrina nell'ambito della sua polemica contro l'eresia donatista. Tuttavia, secondo il concetto di successione apostolica contemplato dal Cristianesimo tradizionale, l'efficacia e la validità del sacramento dipendono dal fatto che vescovi e sacerdoti siano stati debitamente ordinati da altri vescovi i quali risultino a loro volta essere in discendenza diretta dagli apostoli.

## Aspetti teologici

### Chiesa cattolica
Secondo la Chiesa cattolica, quando il pane e il vino vengono consacrati durante la celebrazione eucaristica, essi diventano il corpo e il sangue di Gesù. Sebbene le apparenze del pane e del vino continuino ad essere immutate, la Chiesa crede che la loro sostanza reale sia mutata per opera della potenza infinita dello Spirito Santo, quando questi viene invocato dal sacerdote sulle specie eucaristiche. Le consacrazioni del pane e del vino simboleggiano la conversione del corpo e del sangue di Gesù durante il Calvario. Tuttavia, poiché anche il cattolicesimo insegna che Gesù è risorto dai morti e che con l'Ascensione è stato assunto al cielo in anima e corpo, la Chiesa sostiene anche che il corpo e il sangue di Gesù non sono più realmente separati, bensì che dove è l'uno deve essere anche l'altro. Pertanto, il comunicando che riceve l'una o l'altra delle due specie, riceve comunque Gesù tutto intero, in corpo e sangue, anima e divinità. Questa verità di fede è sintetizzata nell'inno di San Tommaso d'Aquino intitolato Adoro te devote.
Il misterioso cambiamento della realtà del pane e del vino cominciò a essere chiamato "transustanziazione" nell'XI secolo. Il primo testo noto in cui compare tale termine è un sermone di Gilberto di Savardin, arcivescovo di Tours (Patrologia latina CLXXI 776), risalente al 1079. La prima citazione del termine all'interno di un documento pontificio è costituita dalla lettera Cum Marthae circa che papa Innocenzo III indirizzò a Giovanni di Canterbury il 29 novembre 1202. A seguire, si ricordano il decreto Firmiter credimus del Concilio Lateranense IV del 1215 e il libro Iamdudum inviato agli armeni nell'anno 1341. La transustanziazione fu posta in relazione con l'ilemorfismo di Aristotele da Alessandro di Hales solamente nel XIII secolo.

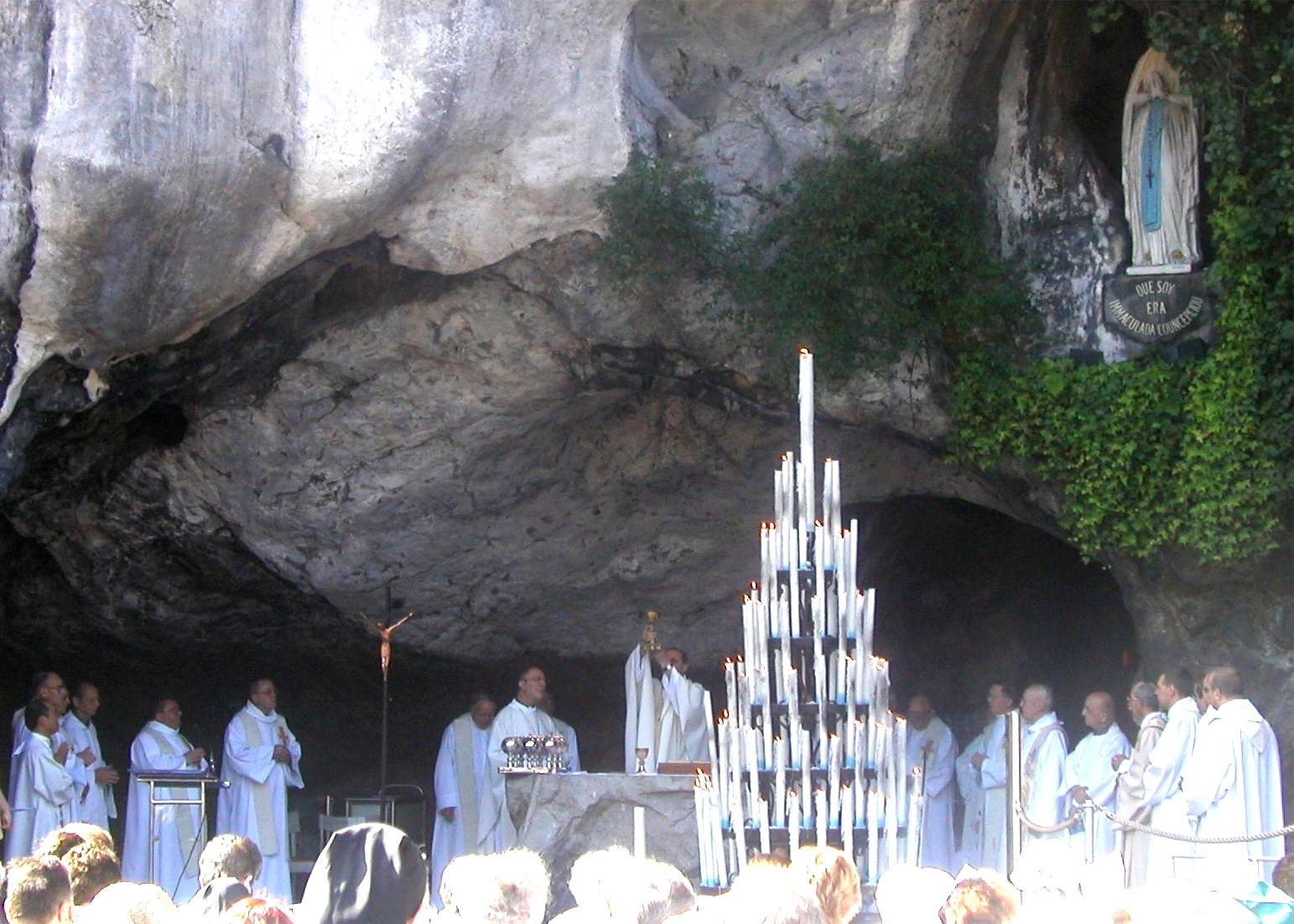
Celebrazione della santa eucaristia a Lourdes: il calice è mostrato all'assemblea subito dopo la consacrazione del vino.

L'eucaristia non è soltanto una commemorazione o memoria del sacrificio di Gesù sul Golgota: essa rende presente quel sacrificio in modo reale e incruento (CCC, nn. 1366-1367). Sacerdote e vittima del sacrificio si identificano con la stessa persona di Gesù Cristo, con la differenza che l'eucaristia è offerta senza spargimento di sangue.
Gli unici ministri che possono officiare l'eucaristia sono i vescovi e i presbiteri, i quali operano in persona Christi. In altre parole, il sacerdote celebrante rappresenta Gesù stesso, che è il capo della Chiesa, e opera davanti a Dio Padre in nome della Chiesa cattolica, motivo per cui, durante la preghiera eucaristica, chi celebra impiega sempre la prima persona plurale anziché quella singolare.
La materia prima utilizzata per il sacramento dell'altare deve essere pane di frumento e vino d'uva, aspetto essenziale per la validità del rito. 
Le particole di ostia consacrate vengono riposte e conservate in un tabernacolo per essere poi portate ai malati o ai moribondi nel corso della settimana. Una particola più grande di ostia consacrata è talvolta esposta in un ostensorio per la preghiera e l'adorazione prima e dopo la celebrazione eucaristica.
L'eucaristia è il fondamento e il fulcro di tutta la devozione cattolica. Essa è uno dei sette sacramenti, chiamato Santissimo Sacramento poiché è ritenuto capace di conferire la grazia a chi lo riceve, aiutandolo a pentirsi e ad evitare il peccato veniale o mortale. L'offerta di sé da parte del credente unitosi a Cristo e la trasformazione del credente mentre si conforma alla volontà dello Spirito Santo sono parte integrante della preparazione necessaria ad una proficua ricezione del sacramento. La confessione e la comunione sono precondizioni per poter lucrare le indulgenze concesse per determinati atti di pietà.
L'eucaristia non può essere ricevuta da chi si trova in stato di peccato mortale né dai non cattolici. I cattolici consapevoli di essere in stato di peccato mortale sono tenuti a pentirsi e confessarsi con un sacerdote prima di poter ricevere la santa eucaristia. Per un cattolico la ricezione dell'eucaristia in stato di peccato mortale rappresenta un grave sacrilegio.